# Aurore de Lafond de Fénion
Aurore de Lafond de Fénion, ou Aurore de Lafond est une artiste-peintre française, née à Saint-Maixent-l'École le 17 février 1788 et morte à Liergues le 5 novembre 1859. Spécialiste du portrait et des scènes de genre, elle expose au Salon des artistes vivants de 1812 à 1824.

## Biographie
Aure Étiennette de Lafond, dite Aurore-Étiennette de Lafond de Fénion, née le 17 février 1788 et baptisée le même jour dans l'église Saint-Léger à Saint-Maixent-l'École, est la fille de Jean François Bruno de Lafond, bourgeois, et Marie Anne Antoinette Mollière de Favreuille, mariés en l'Église Saint-Sulpice de Paris l'année précédente. Elle étudie la peinture à Paris auprès de Jean-Baptiste Regnault.
Elle fait ses débuts au Salon de 1812, en présentant un tableau intitulé La Fidélité. En 1834, elle épouse Jean-Léon Le Prevost qui est de quinze ans son cadet, puis qui, après le décès de son épouse en 1859, et vraisemblablement insatisfait d'une vie maritale qui ne lui avait jamais convenu, se tournera vers la religion et deviendra un célèbre prêtre. 
Aurore de Lafond meurt dans l'établissement tenu par les Sœurs de la Sainte Famille de Liergues le 5 novembre 1859.

## Expositions
- Salon de Paris :
  - 1812[8] : La Fidélité (no 255)[9].
  - 1814[10] : Portrait en pied d’un garde d’honneur (no 264)[11].
  - 1817[12] :
    - Une scène maternelle (no 214) ;
    - Un portrait de femme (no 215)[13].

  - 1819[12] :
    - Clotilde de Vallon Chalys, poëtesse du 15e siècle (no 665), dit aussi Clotilde lisant ses poésies[3];
    - Un portrait d'homme (no 666)[14].

  - 1822[12] :
    - SAR Mme la Duchesse de Berry, au berceau de sa fille, alors âgée de 9 mois[15] (no 757), ancienne collection de la duchesse de Berry ;
    - Fleurette à la fontaine de la Garenne (no 758) ;
    - Portrait de Mlle D... (no 759)[16].

  - 1824[17] :
    - Fleurette et Henri à la fontaine de la Garenne (no 991) ;
    - La Veuve du Vendéen (no 992)[18].

- Salon de Douai :
  - 1821[12] :
    - Clotilde de Surville, poétesse du 15e siècle (no 221) ;
    - Une scène maternelle (no 222)[19].

  - 1825[20] : Fleurette et Henri à la fontaine de la Garenne (no 335)[21].

- Salon de Lille :
  - 1822[12] : Une scène maternelle (no 169)[22].
  - 1825[20] : Fleurette et Henri à la fontaine de la Garenne (no 359)[23].

- Exposition d'objets d'arts et d'industrie d'Arras, 1826[24] : Une jeune mère et son enfant, Première section, Peinture à l’huile (no 19), ancienne collection de M. Dargis[25].